# Kerekesférgek
A kerekesférgek (Rotifera, Gnathifera vagy Rotatoria) a laposféregszerűek főtörzsébe (Platyzoa) tartozó állattörzs. Képviselői 0,1–3 mm hosszúak.
Zömében édesvíziek, néhány fajuk tengeri. A vízből szűrögetett szerves törmelékkel táplálkoznak. Az édesvízi zooplankton fontos állatai.
Testük fejre, törzsre és lábra tagolódik. Fejükön csillókból álló ún. kerékszerv (rota) található.

## Felfedezése
A kerekesférgeket Anton van Leeuwenhoek fedezte fel saját készítésű mikroszkópján, ám ő még egysejtűeknek tartotta őket.

## Morfológia, anatómia

### Morfológia
Testalkatuk változatos. Testük féregszerűen megnyúlt, kehely, vagy zsák alakú, de gömbölyű is lehet. Sok fajnak sajátos páncélzata, testfüggeléke van. Többsejtűek, de méretük 0,04 – 1 mm között van.
A megnyúlt fajok (pl. Közönséges kerekesféreg, Rotatoria rotatoria) elülső része kiszélesedik, két oldalukon egy-egy, csillókkal szegélyezett koszorú ún. kerékszerv (corona) van. Ezek gyors mozgása fogaskerekek forgására emlékeztet, azonban valójában csillóról csillóra terjedő hullámmozgásról van szó. A kerékszervnek két feladata van; egyrészt a szájnyílás felé terelik a táplálékot, másrészt (kivéve a helytülő fajoknál) a helyváltoztatásban van szerepe. A kerekesférgek teste a fejtől a farok felé keskenyedő tagoltságot mutat, az egyes ízek egymásba tolhatóak, így az állat teleszkópszerűen össze tudja húzni magát.

### Anatómia

#### Belső szervek
A  Közönséges kerekesféreg, (Rotatoria rotatoria) teste üvegszerűen átlátszó, szervei jól láthatóak. Közvetlenül a szájnyílás után található a rágógyomor (mastax). Ez nem más, mint egy hagymaszerűen kiszélesedő garat, ritmikus, lüktető mozgással működik. Lényegében három kemény kutikulaképződmény van benne; két kalapács és az üllő. Ez az ősi típusú rágószerv megtalálható a néhány törmelékkel, sodródó szervezettel táplálkozó fajon. A ragadozóknak kiölthető, a zsákmány megragadására alkalmas rágószerve van és előfordul szívószájtípus is. A rágógyomor után rövid nyelőcső, majd újabb gyomor következik. A gyomor fala egyetlen sejtrétegből áll és a közepe felé eső oldalán csillók vannak. A gyomor után a szintén csillós falú középbél, majd a végbél következik. A nőstényeknél kloáka alakult ki, ide nyílik a petevezeték és a folyékony anyagcseretermékeket kivezető csatorna is.

#### Kültakaró
A kerekesférgek bőre egysejtrétegű epidermiszből és az azt körülvevő kutikulából áll. A kutikula több fajon páncélszerű külső vázzá alakult. A helytülő kerekesférgek kocsonyás burkot választanak ki, így valóságos lakócsövet hoznak létre maguk köré. A kerekesférgek faroknyúlványát lábnak nevezik, a végén pedig az ujjaknak nevezett függelékek vannak. Egyes fajok ezekkel az ujjakkal kapaszkodnak az aljzathoz, a jól úszó fajoknál ez evezőszervvé módosult, sok planktoni életmódot folytató kerekesféregnek pedig egyáltalán nincs lába.
A kerekesférgek állandó sejtszámú állatok. Szerveik és szöveteik -a fajokra jellemző számú- azonos mennyiségű és elhelyezkedésű sejtből állnak. A kerekesférgek bőre alatt az egy hosszanti és egy keresztirányú rétegből összetevődő bőrizomtömlő található. A bőrizomtömlő és a bélcső közötti szakasz egy folyadékkal telt ún. ál-testüreg (pseudocoleoma).

#### Idegrendszer
A kerekesférgek idegrendszere bonyolult felépítésű. A rágógyomor felett elhelyezkedő agyat idegtörzsek kötik össze a mastax alatt elhelyezkedő mastax-ganglionnal és a láb alapi részében lévő lábganglionnal. A három idegközpontból idegrostok futnak a bőrhöz és a belső szervekhez. A bőridegek kapcsolatban állnak az érzékszervekkel. A közönséges kerekesférgen - és több más fajon is - a test elülső részén két egyszerű, lencsével borított pigmentfoltot - szemet - találunk. Sok fajnak csak egyetlen, az agy közelében lévő szeme van. A fajok többségének nemcsak a bőr több pontján elhelyezkedő tapintótestecskéi vannak, hanem az elülső testvég közelében tapogatónyúlványaik is vannak.

#### Kiválasztás
Kiválasztószerveik páros kiválasztócsatornák, végükön néhány csillós tölcsér található. A kiválasztásra kerülő folyadék a csatornákon keresztül vagy a kloákába ömlik, vagy pedig először egy ütemesen összehúzódó hólyagba jut. A hólyag percenként négyszer húzódik össze, így óránként a test tömegének kétszeresét kitevő folyadékmennyiség halad át rajta.

#### Szaporodás
A kerekesférgekről eddig leírtak lényegében a nőstényekre vonatkoznak. Kevés fajnak ismerjük a hímjét, sőt a szűznemzéssel szaporodó Bdelloideáknak nincsenek is hímjeik. Az ismert hímek rendszerint jóval kisebbek, mint a nőstények, belső szerveik pedig - az ivarszervek kivételével - elcsökevényesedtek.Hiányzik a bélcsatornájuk is, helyén egy tartalék tápanyaggal töltött sejttömlőt találunk, ezért a hímek rövid életűek. Szinte egész testüregüket kitöltik a körte vagy golyó alakú herék. Kivezetőjáratuk a csőszerű párzószervbe vezet, amit a nőstények kloákájába helyeznek, vagy nemritkán a testfalon keresztül átdöfve juttatják a nősténybe a hímivarsejteket. A nőstény ivarkészüléke a petefészekből és a petevezetőből áll. A petefészek a petéket termelő ovariumból és a feltűnően nagy, tartaléktápanyagot termelő szikmirigyből tevődik össze. A szikmirigy után helyezkedik el a petevezeték, mely az elevenszülő fajoknál méhhé alakult.

#### Csoportosítás
Az ivarok aránya alapján három csoportra oszthatók a Kerekesférgek. Az első csoportba tartoznak a Bdelloidea v. Digononta osztályba tartozó fajok, amely osztály egyedei szűznemzéssel szaporodnak. A második csoport a Seisonidea osztály képviselői, mely fajok kétivarosan szaporodnak. Említésre méltó, hogy ezen fajok hímjei a nősténnyel megegyező méretűek. A Rotatoriák többsége a harmadik csoportba sorolható. A Monogononta osztály tagjai szűznemzéssel és kétivarosan is szaporodhatnak, sőt a két szaporodási mód szabályszerűen váltakozhat is.

## Élőhely, életmód
A kerekesférgek döntő többsége édesvízben él, jelentős részük világpolgár, szinte valamennyi földrész tavaiban, folyóiban, patakjaiban és tócsáiban megtalálhatóak. A legkisebb időszakos vízgyülemléseket, barlangi patakokat, hévvizeket, kutakat is benépesítik, még kénes vizekben is előfordulnak. A folyótorkolatokban keveredő édes-sós vizekben élő fajok száma csekély, ezek tulajdonképpen édesvízi fajok, csak elviselik a kevés sótartalmat. A valóban tengeri fajok száma elenyésző. Az úszó, lebegő fajok a zooplankton tagjai, ezek gyakran tömegesen jelennek meg. Számos fajuk csak rövid úszásra képes, vagy inkább az iszap felszínén, vagy a vízinövényeken mászkál. A vízinövényeken néhány helytülő faj is megtalálható.Ezek néha tokot is választanak ki maguk köré, sőt telepet is alkotnak.
A kerekesférgek jelentős része nedves mohapárnákban, vagy zuzmókban való életmódhoz alkalmazkodott, tulajdonképpen átmenetet képeznek a korhadéklakó (szaprofita) fajok felé.Akadnak közöttük más állatok testén élő és élősködő fajok is.
Számos fajuk képes ún. anabiotikus állapotban elviselni a környezetük kiszáradását. Ilyenkor maga az állatka is kiszárad, életfolyamatai lecsökkennek. Tartalék tápanyaga képes évekre is ellátni az állatkát. Amikor aztán újra nedves közegbe kerül, megszívja magát vízzel és életre kel. Ez főként az időszakosan kiszáradó pocsolyákban, valamint a mohapárnákban élő fajokra jellemző.